# The Pinnacles Desert

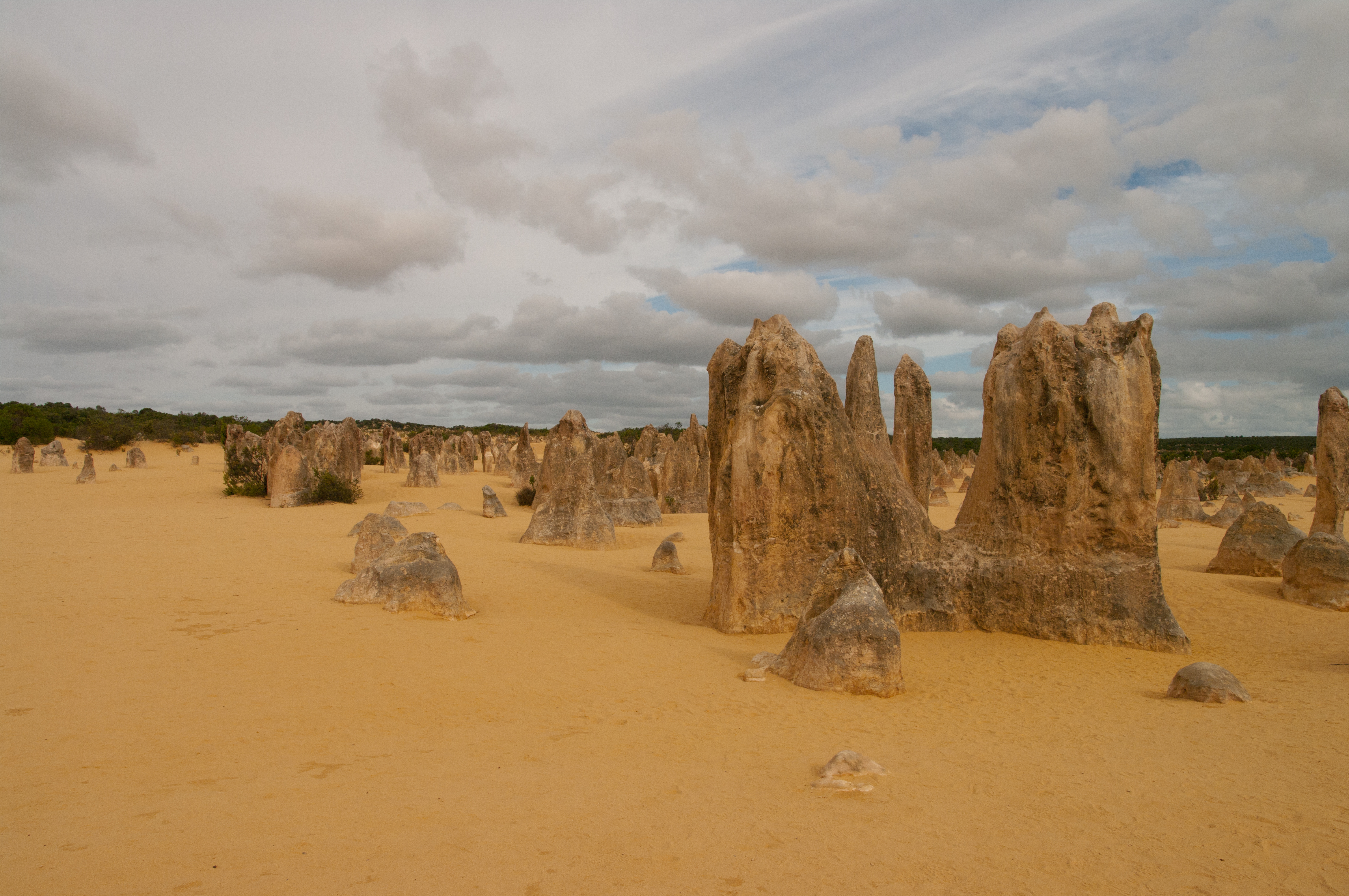
The Pinnacles Desert

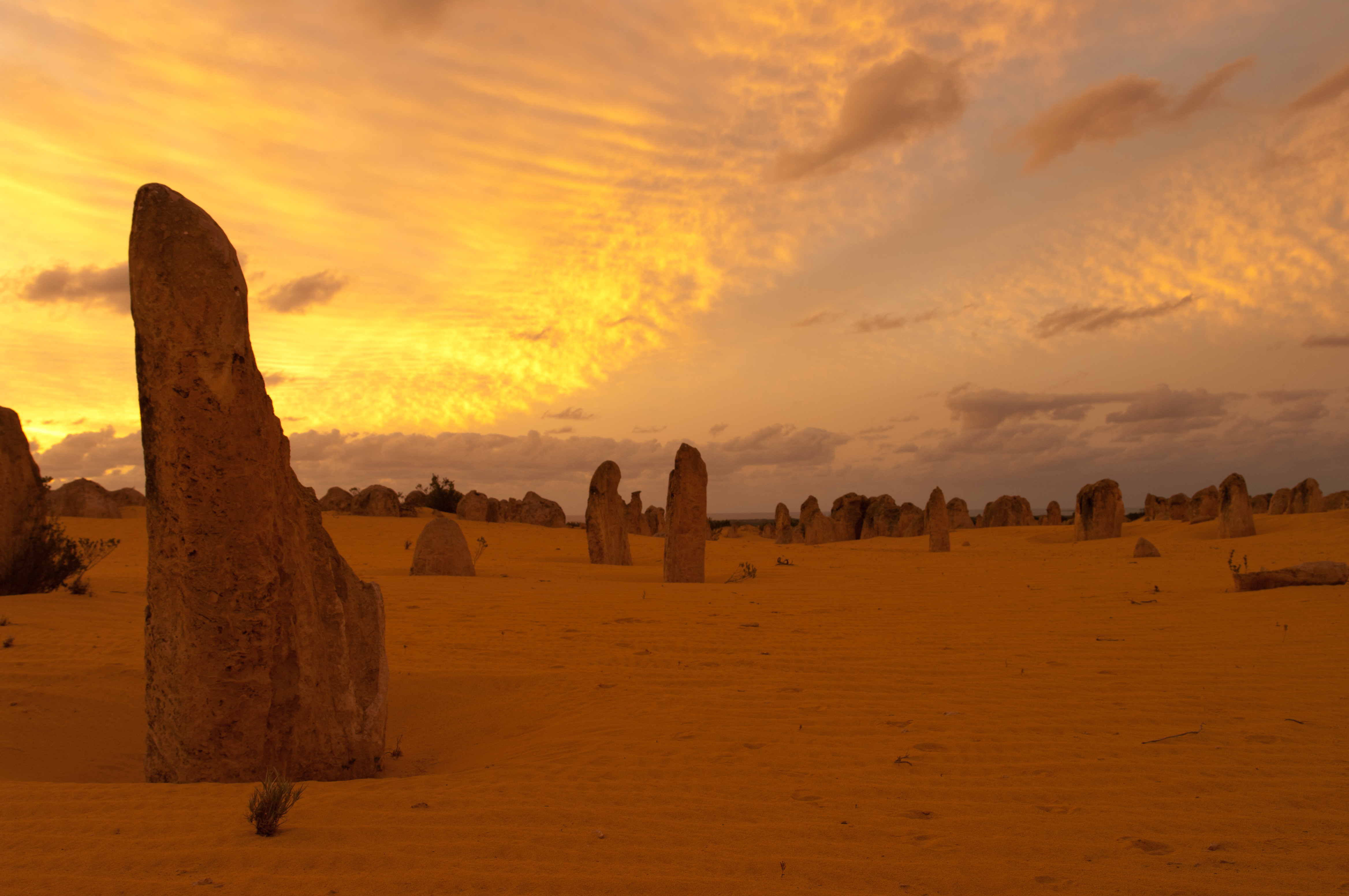
Imagen de los pináculos.

El desierto de los Pináculos (del inglés: The Pinnacles Desert) se encuentra dentro de los límites del parque nacional Nambung, cerca de la ciudad de Cervantes, en Australia Occidental. Los pináculos son formaciones de roca caliza bastante ásperos que tiene sus orígenes en acumulaciones de conchas de moluscos marinos de una época geológica anterior. Las conchas se deshicieron y cayeron a las arenas ricas en caliza, que acabaron tierra adentro formando grandes dunas móviles. Los pináculos se asoman por encima de las dunas, y la lluvia asienta y suaviza las partes bajas de las dunas, asegurando la supervivencia de los pináculos por encima de la superficie arenosa. 

## Turismo
Los Pináculos permanecieron relativamente desconocidos para la mayoría de los australianos hasta la década de 1960, cuando el área fue añadida al parque nacional Nambung. La mejor estación para ver Los Pináculos es la primavera (de agosto a octubre), ya que la temperatura es más suave y las plantas silvestres están en flor. Cuando mejor se pueden ver es por la mañana temprano o a media tarde, debido al juego de luces y brillos que hacen resaltar sus figuras. La mayoría de los animales del parque son nocturnos, pero los emús y canguros pueden ser vistos durante el día, mayoritariamente por la tarde y comienzo de la mañana.
En febrero de 2007, la entrada al parque costaba 10,0 dólares australianos por coche o 4 dólares por persona en autobús. Recibe más de 250 000 visitantes al año. Una nueva área de visitantes con un centro interpretativo será terminado en marzo de 2008.
Los Pináculos aparecieron en el número musical "Ye Jaan Le Le" de la película india, Daud: Fun on the Run (1997), en la que actuaban Sanjay Dutt y Urmila Matondkar.